# محقق شکاک
محقق شکاک (به انگلیسی: Skeptical Inquirer) مجله دوماهانه آمریکایی است که توسط کمیته تحقیق شک‌گرا (CSI) با زیرعنوان مجله‌ای برای دانش و خرد منتشر می‌شود.
هدف تعیین‌شده سی‌اس‌آی ترویج بررسی انتقادی ادعاهای فراهنجار و علوم حاشیه‌ای از دیدگاه مسئولانه علمی و انتشار اطلاعات مستند دربارهٔ نتیجه این تحقیقات برای جامعه علمی و عموم مردم است. محقق شکاک یک مجله بین‌المللی است ولی ژورنال علمی رسمی نیست.